# Суизио
Суѝзио (на италиански: Suisio; на ломбардски: Süìs, Сюиз) е малкло градче и община в Северна Италия, провинция Бергамо, регион Ломбардия. Разположено е на 234 m надморска височина. Населението на общината е 3816 души (към 2017 г.).